# Ольховец (Удомельский район)
Ольховец — деревня в Удомельском городском округе Тверской области.

## География
Деревня находится в северной части Тверской области на расстоянии приблизительно 9 км на юг-юго-восток по прямой от железнодорожного вокзала города Удомля на западном берегу озера Кубыча.

## История
Известна была с 1545 года. В советское время работали колхозы «Ясный луч», «Путь к коммунизму» и «Мир». Дворов (хозяйств) было 5 (1859 год), 6 (1886), 6 (1911), 9(1958), 1 (1986), 1 (2000). С 2005 по 2014 год входила в состав Таракиннского сельского поселения, с 2014 по 2015 год в составе Удомельского сельского поселения до упразднения последнего. С 2015 года в составе Удомельского городского округа. Ныне имеет дачный характер.

## Население
Численность населения: 37 человек (1859 год), 40 (1886), 44 (1911), 21(1958), 1 (1986), 2 (русские 100 %) в 2002 году, 0 в 2010.